# Рап кор
Рап кор (още рапкор, рап метъл) е музикален стил, който съчетава най-агресивните елементи на хардкор и хевиметъл теченията.
Съчетава рапирането от хип-хопа с тежки и ритмични китарни рифове, развивайки с времето свое специфично за стила звучене. Добива особена популярност чрез Run-D.M.C., Beastie Boys. Други групи, развили стила, са Public Enemy, Biohazard, Stuck Mojo. По-късно, около средата на 1990-те, вълната на рап метъла постепенно отшумява, за да еволюира по-късно в нео метъл, който показва значително по-голямо стилово развитие.